# Kampfunfähigkeit
Der Begriff Kampfunfähigkeit wird auf Personen und Waffensysteme angewandt, wenn diese nicht mehr in das Kampfgeschehen eingreifen können bzw. keine direkte Bedrohung mehr darstellen, das heißt die Kampfkraft schwerwiegend eingeschränkt ist.
Die Kampfunfähigkeit von Kombattanten im Sinne von „hors de combat“ hat völkerrechtliche Konsequenzen im Rahmen der Genfer Konventionen. Nach Artikel 41 zum „Schutz eines außer Gefecht befindlichen Gegners“ darf dieser nicht angegriffen werden. Außer Gefecht befindlich ist dabei,
- wer sich in der Gewalt einer gegnerischen Partei befindet,
- wer unmissverständlich seine Absicht bekundet, sich zu ergeben, oder
- wer bewusstlos oder anderweitig durch Verwundung oder Krankheit kampfunfähig und daher nicht in der Lage ist, sich zu verteidigen.